# Rio Araso
O rio Araso (em armênio: Արածո գետ, Araco get), também chamado Zecocazor (Դժոխաձոր, Jhoχajor) ou Chanaquechi (Չանախչի / Չանախճի, Č’anaχč’i / Č’anaχči), é um rio da província de Ararate, tributário esquerdo do Aras. Começa na encosta sul das montanhas Mejecatar, a uma altitude de 2 500 metros. Tem uma grande queda e um fundo rochoso. O comprimento é de 42 quilômetros, a área de captação é de 122,5 quilômetros quadrados.[a]
O Araso flui pela concavidade da vila de Zangacatum, através da planície de Urse, criando um amplo cone de descarga. A bacia superior do rio tem formato de funil e o leito é rochoso. É alimentado por água de degelo (75%), com a maior precipitação ocorrendo em abril-maio. O fluxo médio anual é de 0,36 m³/s (vila de Zangacatum), o máximo é de 8,64 m³/s (1988, 14 de abril). Congela no inverno. As águas são utilizadas para fins de irrigação.